# Avarija - dotj menta
Avarija - dotj menta (russisk: Авария – дочь мента) er en sovjetisk spillefilm fra 1989 af Mikhail Tumanisjvili.

## Medvirkende
- Oksana Arbuzova – Valerija Nikolajeva
- Vladimir Ilin – Aleksej Nikolajev
- Anastasia Voznesenskaja – Vera Nikolajeva
- Nikolaj Pastukhov
- Boris Romanov – Andrej Olegovitj